# Rathaus (Ebern)

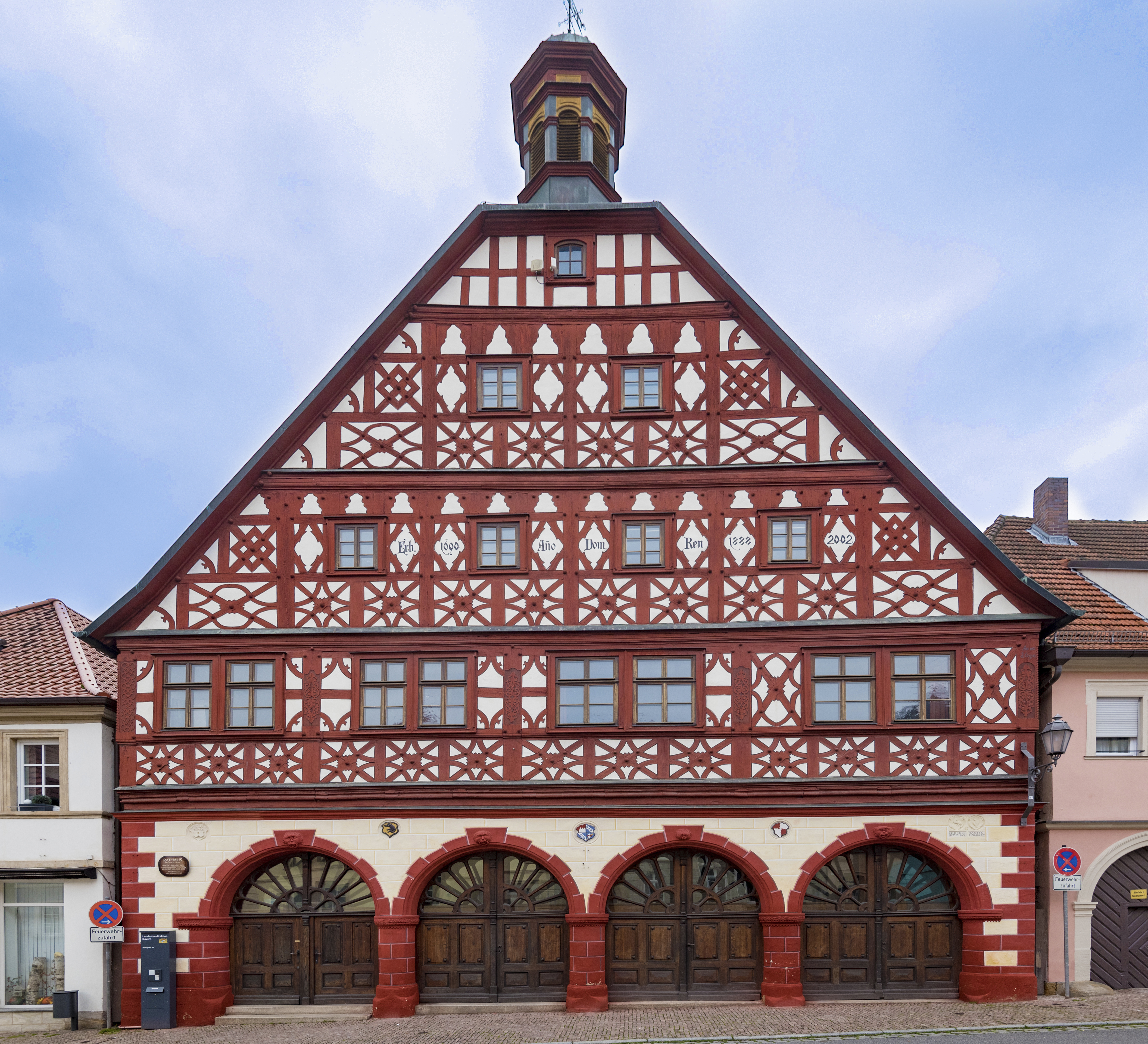
Rathaus in Ebern

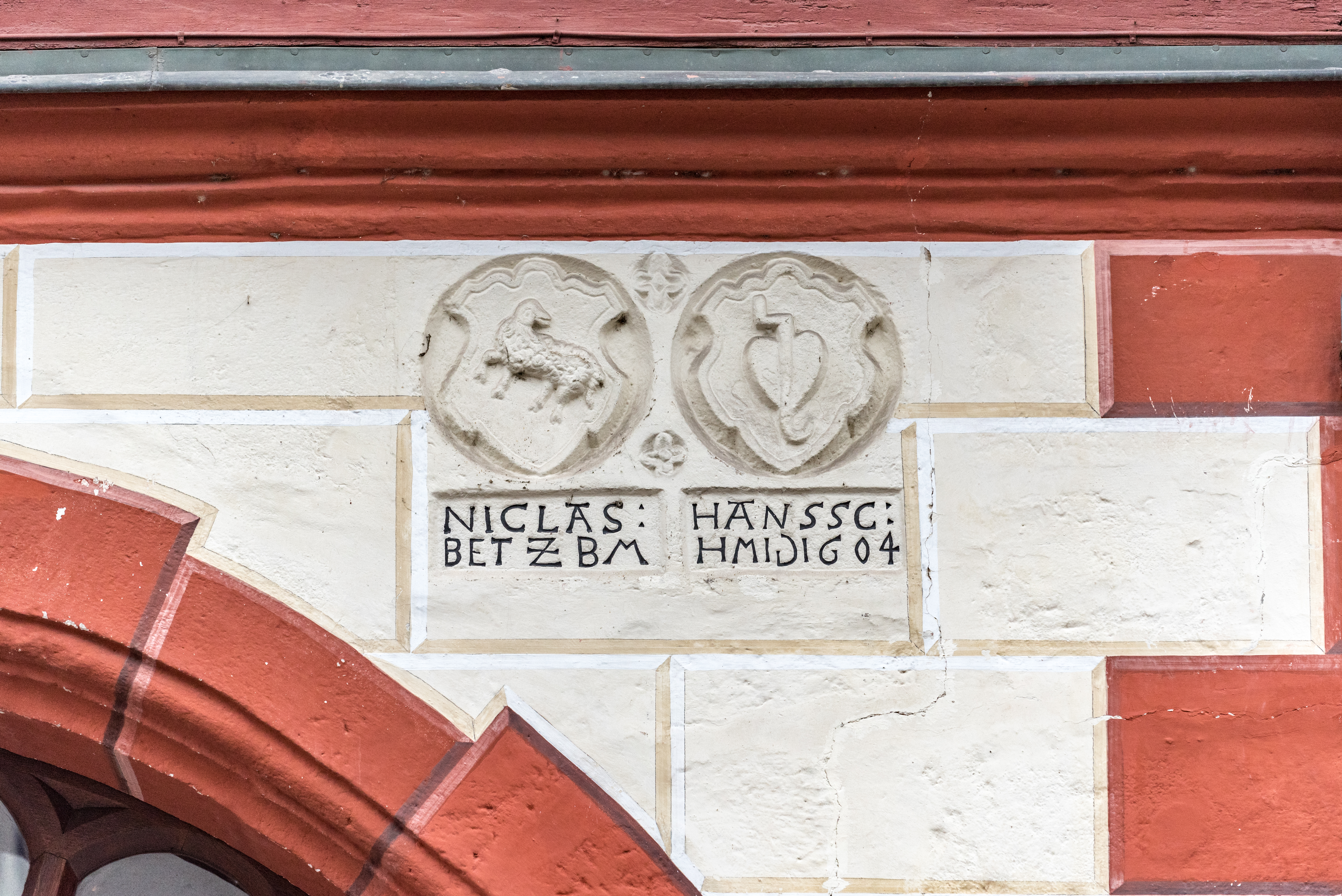
Wappensteine

Das Rathaus in Ebern, einer Stadt im unterfränkischen Landkreis Haßberge in Bayern, wurde von 1687 bis 1692 von Hans Kummerer errichtet. Das Rathaus am Marktplatz 30 ist ein geschütztes Baudenkmal. 
Der zweigeschossige und giebelständige Krüppelwalmdachbau ist mit Zierfachwerk im Obergeschoss und in den beiden Dachgeschossen geschmückt. Der achteckige Dachreiter wird von einer welschen Haube mit einer Wetterfahne bekrönt.
An der Fassade sind Wappensteine angebracht.